# Hermann Sauppe
Hermann Heinrich Sauppe (Wesenstein, 1809 – Gottinga, 1893) è stato un filologo classico tedesco.
Docente all'università di Gottinga dal 1856, nel 1867 redasse una biografia di Pericle basandosi su Plutarco.